# Ludvika Förening för Idrott
Ludvika Förening för Idrott (LFFI) är en friidrottsklubb från Ludvika som tidigare även bedrev en hel del andra idrotter.

## Historik
Ludvika Förening för Idrott grundades i 27 november 1904 av bland annat Ivar Liljekvist. Föreningen hette från början Ludvika Skidklubb men 1908 ändrades namnet till det som gäller än idag, Ludvika Förening för Idrott (LFFI). Då snön uteblev den första säsongen och medlemmarna dessutom hade fullt upp med att bygga en hoppbacke på Högberget, blev den första sporten som utövades gymnastik. 1905 anordnades den första friidrottstävlingen och 1907 byggde föreningen sig sin första idrottsplats, ungefär där Kyrkparken idag ligger.

## Idrotter inom föreningen
Nuförtiden utövar LFFI endast friidrott men genom åren har föreningen haft många olika idrotter på programmet. I en del av dessa har man dessutom varit framgångsrika. Dessa olika sektioner har genom åren funnits:
- Bandy
- Fotboll
- Friidrott
- Gymnastik
- Handboll
- Ishockey
- Orientering
- Simning
- Skidåkning

## Sektionen för bandy
Bandyn var en sport som föreningen tidigt var med i och man hade också en hel del framgångar där. Bland annat vanns ett antal DM-titlar. t.ex. besegrades arvfienden IK Heros i finalen 1936. De största framgångarna kom dock när laget 1941 lyckades gå upp i högsta serien och sedan hålla sig kvar där i två år, efter en tredjeplats i C-gruppen 1941 åkte LFFI ur 1942. Matcherna spelades på isen till Marnästjärn och senare även Kasttjärn. Isträningen skedde ofta på någon tjärn eller sjö som frös till tidigt, bland annat Hillklintsjärn cirka 3 kilometer från Gräsberg dit man fick gå med utrustning och allt (även målburarna ibland).

## Sektionen för fotboll
1911 beslutade klubben att grunda en fotbollssektion och 1912 var man igång med seriespel. Säsongen 1943/1944 vann LFFI division II Norra och efter att ha besegrat IFK Eskilstuna i kvalspelet tog laget steget upp till Allsvenskan. Kvalmötet hemma mot Eskilstuna lockade 5 000 åskådare till Hillängen. Säsongen 1944/1945 spelade laget i Allsvenskan. 5 870 (enligt andra källor över 7 000) åskådare såg den 30 juli 1944 Holger Nyman göra klubbens första mål i premiären mot AIK (förlust 1-2). Ludvika åkte ur på sämre målskillnad än Hälsingborgs IF och lyckades aldrig ta sig tillbaka. LFFI:s publiksnitt under de elva allsvenska hemmamatcherna var 3 451.
Laget var nära att ta sig tillbaka till Allsvenskan säsongen 1946/1947 men klubben nådde inte ända fram i kvalet mot Jönköpings Södra. Utöver den allsvenska säsongen spelade LFFI elva säsonger i gamla division II mellan åren 1938 och 1952. 1975 slogs sektionen ihop med IFK Ludvika och bildade den nya klubben Ludvika FK.

## Sektionen för gymnastik
Gymnastik utövades inom klubben mellan åren 1905 och 1972. Det var dock aldrig fråga om tävlingsgymnastik för utövarna utan tränings-, motions- och märkesgymnastik som gällde. År 1972 bröt sig sektionen ut från LFFI och grundade Ludvika gymnastikförening. 

## Sektionen för handboll
År 1943 bildades sektionen för handboll inom LFFI och omedelbart lyckades man också vinna DM det året. Dock var bedriften inte alltför stor, endast en klubb från Falun utgjorde motståndet. Efter det tog klubben ytterligare ett antal DM-titlar, det sista kom 1956 alldeles innan sektionen bröt sig ut och bildade den nya klubben Ludvika Handbolls Förening (LHF).

## Sektionen för ishockey
Under sommaren 1946 fördes diskussioner om att grunda en sektion för ishockey, vilket också snart blev fallet. Den första matchen spelades den 24 januari 1947 i den så kallade "Sänkan" (Hyttjärnsparken). Laget pendlade under några år mellan division III och II innan man från 1957 stabilt höll sig kvar i den näst högsta serien fram till 1969. Säsongen 1964/65 blev lagets bästa med serievinst i division II och kval till högsta serien, ett kval där man dock inte lyckades ta sig vidare. År 1974 bröt sig sektionen ur klubben och bildade Ludvika HC.

## Sektionen för orientering
I orientering hade klubben ett antal framgångsrika utövare, bland annat tog Vivan Salomonsson och Vivan Eriksson SM-guld i långdistans 1942 och 1948. 1962 bröt sig sektionen loss ur LFFI och grundade Ludvika Orienteringsklubb.

## Sektionen för skidåkning
Mellan 1923 och 1954 anordnade föreningen skidtävlingen Ludvikaloppet, ett av de större svenska skidloppen på sin tid. År 1915 arrangerade klubben dessutom SM på skidor. Bland klubbens svenska mästare kan nämnas Hjalmar Salomonsson, Tore Almgren, Signe Pettersson, Marita Nordgren, Agneta Månsson, Marie Land och Marie Johansson Risby. Den sistnämnda med hela 11 guldmedaljer.